# Ель-Торнадісо
Ель-Торнадісо (ісп. El Tornadizo) — муніципалітет в Іспанії, у складі автономної спільноти Кастилія-і-Леон, у провінції Саламанка. Населення — 117 осіб (2010).
Муніципалітет розташований на відстані близько 190 км на захід від Мадрида, 50 км на південь від Саламанки.
На території муніципалітету розташовані такі населені пункти: (дані про населення за 2010 рік)
- Мата-де-Арріба: 2 особи
- Ель-Торнадісо: 115 осіб

## Демографія
Динаміка населення (INE ):

## Зовнішні посилання
- Провінційна рада Саламанки: індекс муніципалітетів [Архівовано 23 квітня 2009 у Wayback Machine.]
- Посилання на Google Maps